# Nagroda Sfinks

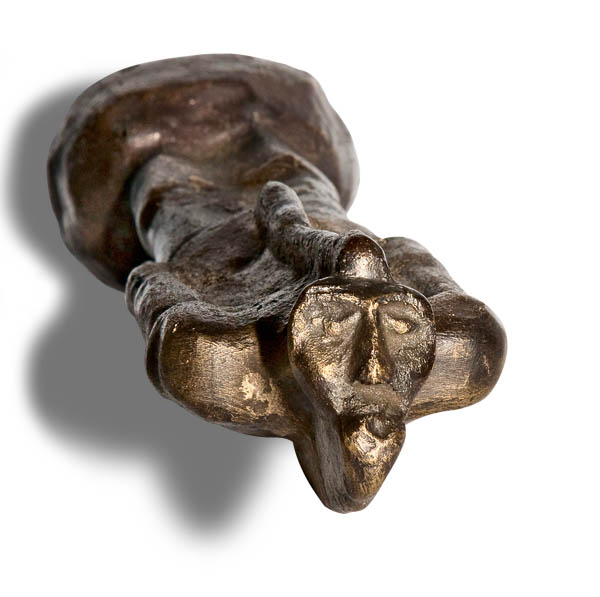
„Twarz” Sfinksa (proj. Wojtek Sedeńko)

Nagroda Sfinks – przyznawana od 1995 r. nagroda czytelników kwartalnika SFinks oraz klientów księgarni „Verbum 2” za twórczość literacką w dziedzinie fantastyki. Ceremonia przyznawania nagrody ma miejsce w trakcie Międzynarodowego Festiwalu Fantastyki w Nidzicy. Patronat nad nagrodą sprawuje Fundacja Solaris z Olsztyna. Nagroda ma postać statuetki odlanej z mosiądzu, projektu Wojciecha Sedeńki.
Idea nagrody powstała w 1994 r. w redakcji kwartalnika SFinks. W 2000 r. ukonstytuowała się kapituła nagrody w składzie: Elżbieta Magiera, Ewa Łupińska i Bożena Wasak. Kapituła podlicza głosy, przygotowuje listę nominacji. Głosowanie odbywa się poprzez internet lub listownie. Wszystkie głosy są równoważne.
W 2015 roku nagroda została zawieszona.

## Kategorie nagrody
Nagroda przyznawana jest w kategoriach:
- książka roku – kandydują do niej wszystkie książki, polskie i zagraniczne, powieści, zbiory opowiadań, antologie, almanachy, wydania pierwsze i wznowienia
- polska powieść roku – kandydują pierwsze wydania polskiego utworu literackiego o objętości minimum 120 stron maszynopisu, wydanego w formie zwartej (także w antologii) bądź w czasopiśmie o zasięgu ogólnokrajowym (także w odcinkach)
- polskie opowiadanie roku – kandydują pierwsze wydania polskiego utworu literackiego o objętości do 119 stron maszynopisu, opublikowane w czasopismach o zasięgu ogólnokrajowym, zbiorach opowiadań, antologiach, almanach
- zagraniczna powieść roku – kandydują pierwsze wydania zagranicznego utworu literackiego przełożonego na język polski, o objętości minimum 120 stron maszynopisu, wydanego w formie zwartej (także w antologii) bądź w czasopiśmie o zasięgu ogólnokrajowym (także w odcinkach)
- zagraniczne opowiadanie roku – kandydują pierwsze wydania zagranicznego utworu literackiego przełożonego na język polski, o objętości do 119 stron maszynopisu, opublikowanego w czasopiśmie o zasięgu ogólnokrajowym, zbiorze opowiadań, antologii lub almanachu.

## Laureaci
Laureatami nagród byli:

### 2014 (za rok 2013)
- Książka roku: Howard Phillips Lovecraft, Zgroza w Dunwich
- Polska powieść roku: Cezary Zbierzchowski, Holocaust F
- Zagraniczna powieść roku: China Miéville, Ambasadoria
- Polskie opowiadanie roku: Andrzej Pilipiuk, Czarne parasole (w: Opowieści niesamowite 1/2013)
- Zagraniczne opowiadanie roku: Brandon Sanderson, Nowa dusza cesarza (w: Kroki w nieznane 2013)

### 2013 (za rok 2012)
- Książka roku: George R.R. Martin, Taniec ze smokami, cz. 2
- Polska powieść roku: Robert M. Wegner, Niebo ze stali (Powergraph)
- Zagraniczna powieść roku: Dan Simmons, Drood
- Polskie opowiadanie roku: Rafał Kosik, „Miasto ponad i pod” (w: Herosi, wyd. Powergraph)
- Zagraniczne opowiadanie roku: Ted Chiang, „Automatyczna niania Daceya” (w: Kroki w nieznane 2012)

### 2012 (za rok 2011)
- Książka roku: Lech Jęczmyk Rakietowe szlaki T. 1 (Solaris)
- Polska powieść roku: Marek S. Huberath Vatran Auraio (Wydawnictwo Literackie)
- Zagraniczna powieść roku: George R.R. Martin Taniec ze smokami T. 1, (Zysk i S-ka)
- Polskie opowiadanie roku: Maja Lidia Kossakowska „Szefie, mamy problem” (Science Fiction, Fantasy i Horror 12/2011)
- Zagraniczne opowiadanie roku: Neil Gaiman, „Inwokacja Obojętności” (w: Pieśni Umierającej Ziemi, Solaris)

### 2011 (za rok 2010)
- Książka roku: Jacek Dukaj Król Bólu (Wydawnictwo Literackie)
- Polska powieść roku: Jacek Dukaj Król Bólu (Wydawnictwo Literackie)
- Zagraniczna powieść roku: China Miéville, Miasto i miasto  (Zysk i S-ka)
- Polskie opowiadanie roku: Robert M. Wegner, „Najlepsze, jakie można kupić” (w: Opowieści z meekhańskiego pogranicza. Wschód-Zachód, Powergraph)
- Zagraniczne opowiadanie roku: Ted Chiang „Cykl życia oprogramowania” (w: Kroki w nieznane 2010, Solaris)

### 2010 (za rok 2009)
- Książka roku: Michael Chabon, Związek żydowskich policjantów  (W.A.B.)
- Polska powieść roku: Jarosław Grzędowicz, Pan Lodowego Ogrodu, t.3 (Fabryka Słów)
- Zagraniczna powieść roku: Charles Stross, Accelerando  (Mag)
- Polskie opowiadanie roku: Łukasz Orbitowski, „Głowa węża” („Nowa Fantastyka”)
- Zagraniczne opowiadanie roku: Ian McDonald, „Mała bogini”  (Solaris)

### 2009 (za rok 2008)
- Książka roku: Cormac McCarthy, Droga  (Wydawnictwo Literackie)
- Polska powieść roku: Rafał Kosik, Kameleon  (Powergraph)
- Zagraniczna powieść roku: Peter Watts, Ślepowidzenie  (Mag)
- Polskie opowiadanie roku: Maja Lidia Kossakowska, „Beznogi tancerz” (Fabryka Słów)
- Zagraniczne opowiadanie roku: Marina i Siergiej Diaczenko, „Ostatni Don Kichote”  (Solaris)

### 2008 (za rok 2007)
- Książka roku: Frank Herbert Diuna (Rebis)
- Polska powieść roku: Jacek Dukaj Lód (Wyd. Literackie)
- Zagraniczna powieść roku: Terry Pratchett Prawda (Prószyński)
- Polskie opowiadanie roku: Łukasz Orbitowski „Cichy dom” (A. D. XIII t. 2)
- Zagraniczne opowiadanie roku: Neil Gaiman „Ja, Cthulhu” (Nowa Fantastyka)

### 2007 (za rok 2006)
- Książka roku: Ted Chiang Historia twojego życia (Solaris)
- Polska powieść roku: Andrzej Sapkowski Lux perpetua
- Zagraniczna powieść roku: China Miéville Blizna (Zysk i S-ka)
- Polskie opowiadanie roku: Łukasz Orbitowski „Nie umieraj przede mną” (Nowa Fantastyka)
- Zagraniczne opowiadanie roku: Neil Gaiman „Studium w szmaragdzie” (Nowa Fantastyka)

### 2006 (za rok 2005)
- Książka roku: Kroki w nieznane 2005 (Solaris)
- Polska powieść roku: Jarosław Grzędowicz Pan Lodowego Ogrodu, t.1 (Fabryka słów)
- Zagraniczna powieść roku: Steph Swainston(inne języki) Rok naszej wojny (Solaris)
- Polskie opowiadanie roku: Krzysztof Kochański „Interesy nie idą dobrze” (Nowa Fantastyka)
- Zagraniczne opowiadanie roku: Ted Chiang „72 litery” (Solaris) (Kroki w nieznane)

### 2005 (za rok 2004)
- Książka roku: Andreas Eschbach Wideo z Jezusem (Solaris)
- Polska powieść roku: Andrzej Sapkowski Boży bojownicy (wydawnictwo SuperNowa)
- Zagraniczna powieść roku: Dan Simmons Ilion (wydawnictwo Amber)
- Polskie opowiadanie roku: Jarosław Grzędowicz „Buran wieje z tamtej strony” (Solaris)
- Zagraniczne opowiadanie roku: Gregory Benford „Taniec w rytmie niezwykłej muzyki” (Zysk i S-ka)

### 2004 (za rok 2003)
- Książka roku: China Miéville Dworzec Perdido (wydawnictwo Zysk i S-ka)
- Polska powieść roku: Jacek Dukaj Inne pieśni (wydawnictwo Literackie)
- Zagraniczna powieść roku: Marina i Siergiej Diaczenko Czas wiedźm (Solaris)
- Polskie opowiadanie roku: Andrzej Ziemiański „Zapach szkła” (Nowa Fantastyka)
- Zagraniczne opowiadanie roku: Fritz Leiber „Zdążyć na Zeppelina” (Nowa Fantastyka)

### 2003 (za rok 2002)
- Książka roku: Harlan Ellison Niebezpieczne wizje (Solaris)
- Polska powieść roku: Andrzej Ziemiański Achaja (wydawnictwo Fabryka słów)
- Zagraniczna powieść roku: Neil Gaiman Amerykańscy bogowie (Wydawnictwo Mag)
- Polskie opowiadanie roku: Andrzej Ziemiański „Legenda, czyli pijąc wódkę we Wrocławiu” (Nowa Fantastyka)
- Zagraniczne opowiadanie roku: Ted Chiang „Historia twojego życia” (SFinks 2/02)

### 2002 (za rok 2001)
- Książka roku: Jacek Dukaj Czarne oceany (Supernowa)
- Polska powieść roku: Jacek Dukaj Czarne oceany (Supernowa)
- Zagraniczna powieść roku: Umberto Eco Baudolino (Noir Sur Blanc)
- Polskie opowiadanie roku: Andrzej Ziemiański „Waniliowe plantacje Wrocławia” (Nowa Fantastyka)
- Zagraniczne opowiadanie roku: George R.R. Martin „Nie wolno zabijać człowieka” (Nowa Fantastyka)

### 2001 (za rok 2000)
- Książka roku: Jacek Dukaj W kraju niewiernych (Supernowa)
- Polska powieść roku: Feliks W. Kres Grombelardzka legenda (Mag)
- Zagraniczna powieść roku: George R.R. Martin Starcie królów (Zysk i S-ka)
- Polskie opowiadanie roku: Andrzej Ziemiański „Bomba Heisenberga” (Nowa Fantastyka)
- Zagraniczne opowiadanie roku: Mike Resnick „Łowy na Snarka” (Nowa Fantastyka)

### 2000 (za rok 1999)
- Książka roku: J.R.R. Tolkien Władca Pierścieni (Zysk i S-ka)
- Polska powieść roku: Andrzej Sapkowski Pani Jeziora (Supernowa)
- Zagraniczna powieść roku: Neal Stephenson Zamieć (Zysk i S-ka)
- Polskie opowiadanie roku: Marek Oramus „Miejsce na Ziemi” (Nowa Fantastyka)
- Zagraniczne opowiadanie roku: Reginald Bretnor(inne języki) „Kolekcjoner tajemnic” (Nowa fantastyka)

### 1999 (za rok 1998)
- Książka roku: Michał Bułhakow Mistrz i Małgorzata (Prószyński i S-ka)
- Polska powieść roku: Rafał A. Ziemkiewicz Walc stulecia (Supernowa)
- Zagraniczna powieść roku: Walter Jon Williams Metropolita (Mag)
- Polskie opowiadanie roku: Jacek Dukaj „Serce mroku” (Nowa Fantastyka)
- Zagraniczne opowiadanie roku: Peter S. Beagle „Czarodziej z Karakosk” (Nowa Fantastyka)

### 1998 (za rok 1997)
- Książka roku: Andrzej Sapkowski Wieża Jaskółki (Supernowa)
- Polska powieść roku: Andrzej Sapkowski Wieża Jaskółki (Supernowa)
- Zagraniczna powieść roku: Neal Stephenson Diamentowy wiek (Zysk i S-ka)
- Polskie opowiadanie roku: Adam Wiśniewski-Snerg „Dzikus” (Nowa Fantastyka)
- Zagraniczne opowiadanie roku: Mike Resnick „Kiedy starzy bogowie umierają” (Nowa Fantastyka)

### 1997 (za rok 1996)
- Książka roku: Philip K. Dick Człowiek z Wysokiego Zamku (Zysk i S-ka)
- Polska powieść roku: Andrzej Sapkowski Chrzest ognia (Supernowa)
- Zagraniczna powieść roku: Philip K. Dick Płyńcie łzy moje, rzekł policjant (Zysk i S-ka)
- Polskie opowiadanie roku: Rafał A. Ziemkiewicz „Śpiąca królewna” (Supernowa)
- Zagraniczne opowiadanie roku: Mike Resnick „Kirinyaga” (Prószyński i S-ka)

### 1996 (za rok 1995)
- Książka roku: Ursula K. Le Guin Lewa ręka ciemności (Prószyński i S-ka)
- Polska powieść roku: Rafał A. Ziemkiewicz Pieprzony los Kataryniarza (Supernowa)
- Zagraniczna powieść roku: Joe Haldeman Wieczna wojna (Zysk i S-ka)
- Polskie opowiadanie roku: Konrad T. Lewandowski „Noteka 2015” (Nowa Fantastyka)
- Zagraniczne opowiadanie roku: David Gerrold(inne języki) „Dziecko z Marsa” (Nowa Fantastyka)
- Debiut roku: Tomasz Lechociński za „Łzy Boga”[3]

### 1995 (za rok 1994)
- Książka roku: J.R.R. Tolkien Niedokończone opowieści (Atlantis)
- Polska powieść roku:Andrzej Sapkowski Krew elfów (Supernowa)
- Zagraniczna powieść roku: Dan Simmons Hyperion (Amber)
- Polskie opowiadanie roku: Ewa Białołęcka „Tkacz iluzji” (Nowa Fantastyka)
- Zagraniczne opowiadanie roku: Mike Conner(inne języki) „Pies przewodnik” (Nowa Fantastyka)